# 이규보 묘
이규보 묘(李奎報 墓)는 대한민국 인천광역시 강화군 길상면 길릭리에 있는 고려시대의 문신이자 문장가인 백운거사(白雲居士) 이규보(1168∼1241) 선생의 묘소이다. 1995년 3월 2일 인천광역시의 기념물 제15호로 지정되었다.

## 개요
고려의 문신이자 문장가인 백운거사(白雲居士) 이규보(1168∼1241)선생의 묘소이다.
고려의 무신정권 하에서 태어나 무신정권에 적극 협력했던 문인의 한 사람으로, 명종 19년(1191)에 진사시에 합격한 후 여러 관직을 거쳐 문하시랑 평장사에 올랐다.
시문에 능하였던 선생은 중국의 모방이 많았던 당시에 고구려의 시조 동명성왕 이야기를 서사시로 엮는 등 민족정신에 바탕을 두고 글을 썼다. 또한 몽고군의 침입으로 강화도로 천도해서 대장경을 만들 때 민족수호의 충정이 담긴 『대장경각판군신기고문(大藏經刻板君臣祈告文)』을 지었다. 선생이 남긴 문집은『동명왕편』을 비롯하여『동국이상국집』,『백운소설』등 55권으로, 모두 고대사 연구에 중요한 자료가 되고 있다.
현재 묘역에는 상석과 장명등(長明燈:무덤앞에 세우는 돌로 만든 등)이 있으며, 좌우에는 문인석·무인석·망주석이 한 쌍씩 세워져 있다.

## 같이 보기
- 이규보
- 이규보로